# Thuneri
Thuneri es una ciudad censal situada en el distrito de Kozhikode en el estado de Kerala (India). Su población es de 23421 habitantes (2011). Se encuentra a 58 km de Kozhikode.

## Demografía
Según el censo de 2011 la población de Thuneri era de 23421 habitantes, de los cuales 10693 eran hombres y 12728 eran mujeres. Thuneri tiene una tasa media de alfabetización del 91,47%, inferior a la media estatal del 94%: la alfabetización masculina es del 96,10%, y la alfabetización femenina del 87,70%.